# Bockenheimer Warte (Wartturm)

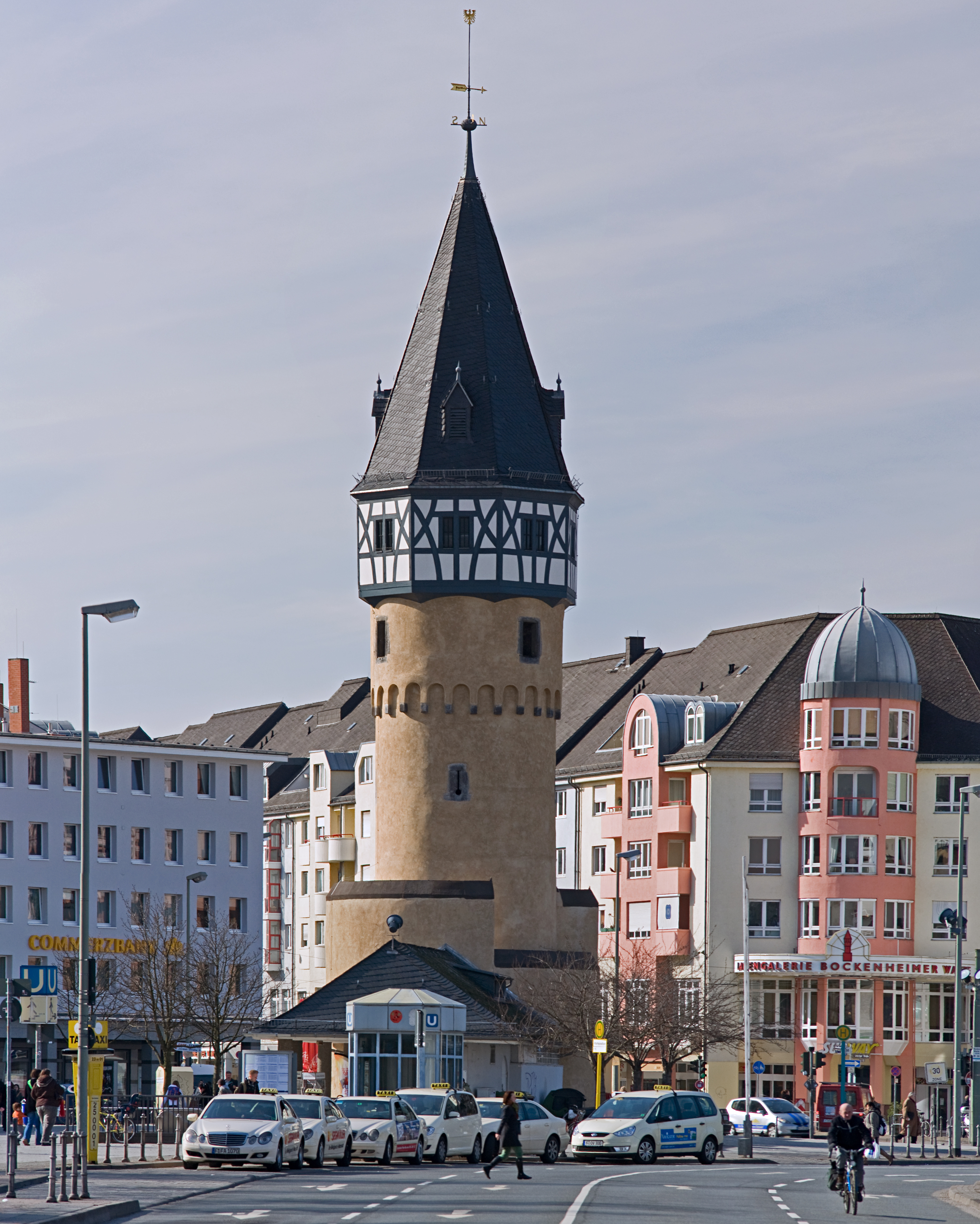
Die Bockenheimer Warte, Ansicht von Osten (2010)

Die Bockenheimer Warte ist einer der im 15. Jahrhundert errichteten Warttürme der Frankfurter Landwehr.

## Geschichte

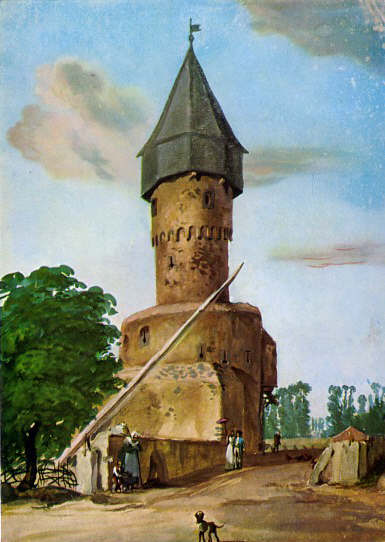
Aquarell der Bockenheimer Warte um 1800

Von 1434 bis 1435 wurde die Bockenheimer Warte zur Verstärkung der Landwehr errichtet. Sie existiert noch heute und besticht durch ihren klaren gotischen Stil. Die Bockenheimer Warte ist das Wahrzeichen Bockenheims, obwohl sie – wenn auch knapp – im Stadtteil Westend liegt.
Der Platz, auf dem die Warte steht, bildet das westliche Ende der Bockenheimer Landstraße. Dort befinden sich die ehemalige Mensa des Uni-Campus Bockenheim, die Universitätsbibliothek Johann Christian Senckenberg sowie das Bockenheimer Depot, ein ehemaliges Straßenbahndepot, heute eine Theaterspielstätte. Unmittelbar am Fuß des Wartturms findet jeweils donnerstags einer der Wochenmärkte Frankfurts statt. Der Wartturm ist öffentlich nicht zugänglich. Am Fuß arrondieren sich ein Café und ein Kiosk.
Unmittelbar westlich des Turms verlief bis 1866 die Grenze zwischen der Freien Reichsstadt bzw. Freien Stadt Frankfurt einerseits und der Stadt Bockenheim andererseits, die nacheinander zu verschiedenen Staaten, zuletzt zum Kurfürstentum Hessen, gehörte. Aufgabe der Warte war der Schutz der an dieser Stelle das Frankfurter Territorium verlassenden Handelsstraße nach Köln (Bockenheimer Landstraße, Leipziger Straße, damals Frankfurter Straße), als eine Art Grenzübergangsstelle, sowie das frühzeitige Entdecken sich nähernder Feinde. Von den einstigen Anlagen der Landwehr ist in diesem Bereich nur noch der eigentliche Turm vorhanden. Der dazugehörige Wehrhof sowie die Gräben und Befestigungen sind verschwunden.
Die Bockenheimer Warte ist ein Kulturdenkmal aufgrund des Hessischen Denkmalschutzgesetzes.